# Dodecil sulfato de sódio
Dodecil sulfato de sódio (SDS ou NaDS, do inglês sodium dodecyl sulfate) ou lauril sulfato de sódio (SLS, do inglês sodium lauryl sulfate) (fórmula C12H25SO4Na) é um surfactante aniônico.
A molécula tem um ramo de 12 átomos de carbono, ligados a um grupo sulfato, dando a molécula propriedades anfípáticas requeridas por um detergente.

## Obtenção
É produzido pela sulfatação de ácido sulfúrico com dodecanol (álcool láurico, C12H25OH) seguido pela neutralização com carbonato de sódio ou hidróxido de sódio

## Usos
É usado em produtos de uso profissional e doméstico, tanto em escala industrial quanto de produção artesanal, em cosméticos e produtos para a higiene, tais como pastas de dente, xampus, cremes de barbear, algumas aspirinas solúveis e sabonetes líquidos e géis para banho pelo seu efeito espessante e sua habilidade em criar um mousse. Também é usado em produtos de limpeza.
Foi recentemente encontrada uma aplicação como um surfactante em reações de formação de hidrato de gás ou hidrato de metano, aumentando a taxa de formação em até 700 vezes.
Em aplicações laboratoriais, especificamente na área de biologia celular e molecular, o SDS é utilizado na lise celular para extração de ADN e também no desenovelamento de proteínas na técnica de eletroforese SDS-PAGE (separação proteica em gel de poliacrilamida). O composto age rompendo as ligações não-covalentes das proteínas, causando sua desnaturação (alteração na conformação estrutural nativa), deste modo a separação por gel de poliacrilamida não é influenciado pelas formas estruturais distintas entre as proteínas.   

## Questões de segurança relacionadas ao SLS
Como todos os detergentes surfactantes (incluindo sabões), ele remove óleos da pele, e pode causar irritação nos olhos e na pele.
É provavelmente o mais pesquisado composto surfactante aniônico.

## Derivados
SDS pode ser convertido por etoxilação a laureth sulfato de sódio (também chamado lauriléter sulfato de sódio - SLES, do inglês sodium lauryl ether sulfate), o qual é menos agressivo à pele, provavelmente porque não é um denaturante de proteínas tão forte como a substância não etoxilada.